# Little River megye
Little River megye az Amerikai Egyesült Államokban, azon belül Arkansas államban található. Megyeszékhelye Ashdown. Lakosainak száma 12 026 fő (2020. április 1.). Little River megye Bowie, Sevier, Howard, Hempstead, Miller és McCurtain megyékkel határos.

## Népesség
A megye népességének változása:
| Lakosok száma | 13 132 | 12 950 | 12 920 | 12 730 | 12 472 | 12 026 |
|               | 2010   | 2011   | 2012   | 2013   | 2015   | 2020   |